# Ägyptisch-Arabisch
Ägyptisch-Arabisch ist ein neuarabischer Dialekt, der von den Ägyptern in Ägypten gesprochen wird. Die Eigenbezeichnung des Dialekts lautet al-lugha al-ʿāmmiyya, kurz al-ʿāmmiyya (اللغة العامّية, etwa „allgemeine Sprache“) oder einfach maṣrī (مصري ‚Ägyptisch‘).
Ägyptisch-Arabisch ist durch Filme und Lieder in weiten Teilen der arabischen Welt bekannt und wird deshalb von den meisten Arabern verstanden. Dies liegt vor allem daran, dass Ägypten die größte filmproduzierende Nation der arabischen Welt ist. Ägyptische Filme werden im gesamten arabischsprachigen Raum gezeigt, ohne Synchronisation oder Untertitel. Im Gegensatz etwa zu Nachrichten werden Spielfilme oft nicht in Hocharabisch, der Schriftsprache des gesamten arabischen Raums, gedreht, sondern in der jeweiligen Umgangssprache; für die meisten Filme ist dies eben Ägyptisch-Arabisch beziehungsweise der Kairoer Dialekt.
Der Kairoer Dialekt (auch Kairinisch genannt) wird oft als Ägyptisch-Arabisch par excellence angesehen, obwohl sich die Dialekte außerhalb Kairos davon mehr oder minder deutlich unterscheiden. Die Angaben unten beziehen sich auf den Dialekt von Kairo.

## Unterschiede zum Hocharabischen

### Lautung
- Aussprache von hocharabisch q als Hamza außer in einigen Buchwörtern: ʾalb („Herz“, hocharab. qalb), hingegen al-qurʾān („der Koran“) oder qawmiyya („Nationalismus“)
- Ersetzung von Hamza nach Vokal in Wortmitte durch y oder Längung des vorhergehenden Vokals: fār („Maus“, hocharab. faʾr); häufiger Wegfall von Hamza am Wortende, was teilweise zu Betonungsverschiebung führen kann: el-foʾara („die Armen“, hocharab. al-fuqarāʾ)
- Rückverschiebung von hocharab. ǧ zu g: gamal ['ɡæmæl] („Kamel“, hocharab. ǧamal /'(d͡)ʒamal/)
- Verschiebung von ṯ und ḏ zu t und d, bei Buchwörtern meist zu s und z: talāta („drei“, hocharab. ṯalāṯa), dahab („Gold“, hocharab. ḏahab), hingegen sawra („Revolution“, hocharab. ṯawra), zikrollāh („Erwähnung Gottes“, hocharab. ḏikru llāh)
- Monophthongierung von Diphthongen: ay → ē, aw → ō: bēt („Haus“, hocharab. bayt), mōzah („Banane“, hocharab. mawzah)
- Verschleifung von kurzem unbetonten u zu i oder a: miṭallaʾ („geschieden“, hocharab. muṭallaq). Teilweise ist jedoch auch die entgegengesetzte Entwicklung zu beobachten: ḥomār („Esel“, hocharab. ḥimār)
- Teilweise wechselseitige Austauschung von n und l: fingāl („Tasse“, hocharab. finǧān), burtuʾān („Orange“, burtuqāl)
- Neue Betonungsregeln, die pro Wort nur einen Langvokal zulassen, der immer betont sein muss. Ist ein phonemischer Langvokal unbetont, wird er wie ein Kurzvokal ausgesprochen. Beispiel: 
 hocharab. laymūn („Zitrone“) → nicht lēmūn, sondern lamūn („a“ ist verkürztes „ē“, welches ein monophthongisiertes „ay“ ist)

| Hocharabisches Phonem | Klassische Aussprache des Hocharabischen                                                                | Aussprache des Hocharabischen in Ägypten | Entsprechendes Phonem in ägyptischen Erbwörtern                                                                                              | Entsprechendes Phonem in Lehnwörtern aus dem Hocharabischen                                         |
| --------------------- | --- | ---------------------------------------- | --- | --------------------------------------------------------------------------------------------------- |
| ء als Radikal         | /ʾ/ - أمر / ʾamar / ‚befehlen‘ - أكل / ʾakal / ‚essen‘ - سأل / saʾal / ‚fragen‘ - قرأ / qaraʾ / ‚lesen‘ | /ʾ/                                      | /ʾ/ als 1. und 2. Radikal, Sonderfall kal und ḫad /w/ oder /y/ als 3. Radikal - ʾamar [ʾ-m-r] - kal [ʾ,w-k-l] - saʾal [s-ʾ-l] - ʾara [ʾ-r-w] | /ʾ/                                                                                                 |
| ء nicht als Radikal   | /ʾ/ | /ʾ/                                      | /-/ | /ʾ/                                                                                                 |
| ب                     | /b/ | /b/                                      | /b/ | /b/                                                                                                 |
| ت                     | /t/ | /t/                                      | /t/ | /t/                                                                                                 |
| ث                     | /th/ | /s/,/th/                                 | /t/ | /s/                                                                                                 |
| ج                     | /dsch/                                                                                                  | /g/                                      | /g/ | /g/                                                                                                 |
| ح                     | /ḥ/ | /ḥ/                                      | /ḥ/ | /ḥ/                                                                                                 |
| خ                     | /ḫ/ | /ḫ/                                      | /ḫ/ | /ḫ/                                                                                                 |
| د                     | /d/ | /d/                                      | /d/ | /d/                                                                                                 |
| ذ                     | /dh/ | /z/,/dh/                                 | /d/ *Bsp.: dīl „Schwanz“ Erbwort aus hocharab.: ذيل ḏīl                                                                                      | /z/ *Bsp.: ʿazāb „Qual, Kummer“ Lehnwort aus hocharb.: عذاب ʿaḏāb                                   |
| ر                     | /r/ | /r/                                      | /r/ | /r/                                                                                                 |
| ز                     | /z/ | /z/                                      | /z/ | /z/                                                                                                 |
| س                     | /s/ | /s/                                      | /s/ | /s/                                                                                                 |
| ش                     | /š/ | /š/                                      | /š/ | /š/                                                                                                 |
| ص                     | /ṣ/ | /ṣ/                                      | /ṣ/ | /ṣ/                                                                                                 |
| ض                     | /ḍ/ | /ḍ/                                      | /ḍ/ | /ḍ/                                                                                                 |
| ط                     | /ṭ/ | /ṭ/                                      | /ṭ/ | /ṭ/                                                                                                 |
| ظ                     | /emphatisches dh/                                                                                       | /ẓ/                                      | /ḍ/ *Bsp.: ḍahr „Rücken“ Erbwort aus hocharb.: ظهر ẓahr                                                                                      | /ẓ/ *Bsp.: ẓarf „Briefumschlag“ Lehnwort aus hocharb.: ظرف ẓarf                                     |
| ع                     | /ʿ/ | /ʿ/                                      | /ʿ/ | /ʿ/                                                                                                 |
| غ                     | /ġ/ | /ġ/                                      | /ġ/ | /ġ/                                                                                                 |
| ف                     | /f/ | /f/                                      | /f/ | /f/                                                                                                 |
| ق                     | /q/ | /q/                                      | /ʾ/ *Bsp.: ʾatal „töten“ ُErbwort aus hocharb.: قتل qatal                                                                                     | /q/,/ʿ/ *Bsp.: qanūn „Gesetz“, von weniger Gebildeten auch ʾānūn Lehnwort aus hocharb.: قانون qānūn |
| ك                     | /k/ | /k/                                      | /k/ | /k/                                                                                                 |
| ل                     | /l,ḷ/                                                                                                   | /l,ḷ/                                    | /l/,/ḷ/ Phonomemisch geschieden, allerdings in sehr geringer Frequenz. Minimalpaar: waḷḷa „bei Gott“ walla „oder“                            | /l,ḷ/                                                                                               |
| م                     | /m/ | /m/                                      | /m/ | /m/                                                                                                 |
| ن                     | /n/ | /n/                                      | /n/ | /n/                                                                                                 |
| ه                     | /h/ | /h/                                      | /h/ | /h/                                                                                                 |
| و                     | /w/ | /w/                                      | /w/ | /w/                                                                                                 |
| ي                     | /y/ | /y/                                      | /y/ | /y/                                                                                                 |
| ي                     | /y/ | /y/                                      | /y/ | /y/                                                                                                 |
| -                     | - | als ج mit 3 Punkten geschrieben (چ)      | /dsch/ Phonomem mit geringer Frequenz: Bsp.: dschība „Rock“                                                                                  | -                                                                                                   |

Dadurch ergeben sich im Ägyptischen zwei Arten des „ʾ“.
- Eine elidierbare Form, deren Realisierung vom Kontext abhängig ist.
- Eine radikalische Form, die niemals elidierbar ist.

Im Ägyptischen können Erbwörter und Lehnwörter aus dem Hocharabischen mit derselben Wurzel, aber unterschiedlicher Realisierung vorkommen. Aus Hocharabisch ṯāniya „Sekunde“, „zweite [f.]“:
- Lehnwort: sanya „Sekunde“
- Erbwort: tanya „andere, zweite [f.]“

### Grammatikalische Merkmale
- Wegfall fast aller Kasusendungen und somit auch der Nunation, wie dies bei allen anderen arabischen Dialekten der Fall ist.
- Häufiger Gebrauch einer Verlaufsform (Partizip), auch mit perfektivischer Bedeutung, häufig doppelsinnig: ana ʿārif („ich weiß“, aber auch „ich habe es erkannt“, hocharab. fast ausschließlich ʾana ʾaʿrifu)
- Gebrauch von Modifikationspräfixen für das Imperfekt. Die hocharabischen Modi existieren in den Dialekten nicht mehr, weil kurze Vokale am Wortende weggefallen sind. Das unmarkierte Imperfekt hat dabei ähnliche Funktionen wie der hocharabische Apokopat und Subjunktiv. Die mit bi- bzw. b- modifizierte Form fungiert als die „normale“ Präsensform. Die mit ḥa- bzw. ḥ- modifizierte Form als Futur. Sie ist wohl aus rāḥ … („gehen“ …) entstanden. Eine Modifikation mit ma- bezeichnet einen verstärkten Imperativ. Beispiele:
  - (lazim/ mumkin)yiktib er soll/ muss / kann/ darf schreiben (Verstärkung durch Modalpartikel mumkin - können, lazim - müssen oder sollen)
  - biyiktib er schreibt
  - ḥayiktib er wird schreiben
  - matiktib So schreib doch!
- Wegfall von ʾan zwischen Hilfsverb und konjugiertem Verb: ana ʿāyiz aktib („ich will schreiben“, wörtlich „ich will ich-schreibe“, hocharab. ʾana ʾurīdu ʾan ʾaktuba)
- Wegfall des Duals der Pronomina und der Verben. Bei Substantiven ist er allerdings produktiv.
- andere Pluralendungen des gebrochenen Plurals: rigāla („Männer“, hocharab. riǧāl)
- Die Verneinung des Verbs (außer bei der ḥa-Form) und von vielen Pseudoverben wird mit einer Umklammerung aus ma- und -š gebildet, in bestimmten Floskeln nur mit ma-. Der Imperativ kann nicht verneint werden, stattdessen wird der Jussiv verneint. Nominale Verneinung, sowie die Verneinung der ḥa-Form und der Verlaufsform erfolgt mit miš:
  - Verben:
    - maʾultilūš Ich habe es ihm nicht gesagt.
    - mašuftihaš Ich habe sie nicht gesehen.
    - Verneinung des Imperativs: matʾullūš Sag es ihm nicht!
    - mabitʾullūš Du sagst es ihm nicht. / Sagst du es ihm nicht?
    - aber: miš ḥatʾullu Du wirst es ihm nicht sagen. / Wirst du es ihm nicht sagen?

  - Pseudoverben:
    - maʿandakš Du hast es nicht. Hast du nicht …? (Verneinung für „ʿandak“; du hast)

  - ohne -š:
    - ʿumri maʿultilu Ich habe es ihm nie in meinem Leben gesagt.

  - Verneinung des Nominalsatzes:
    - huwwa miš hina Er ist nicht hier.
    - ana miš mitgawwiz Ich bin nicht verheiratet.
    - iḥna miš min Maṣr Wir sind nicht aus Ägypten.

### Textbeispiel
Anhand eines kurzen Dialogs soll hier verdeutlicht werden, wie sehr sich der ägyptische Dialekt vom Standardarabischen unterscheidet. (Um diesen Unterschied klarer zu machen, wird auf die arabische Schrift verzichtet.)
Deutsch
A: Wie geht es Ihnen?
B: Danke, es geht mir gut. Und Ihnen?
A: Es geht, danke.
B: Was machen Sie jetzt?
A: Ich möchte jetzt etwas spazieren gehen.

Arabisch (MSA)
A: Kayfa ḥāluka?
B: Šukran, ana ǧayyid. Wa-kayfa ḥāluka?
A: Al-ḥamdu li-llāh. (wörtlich „Gott sei Dank“, hat aber eine ähnliche Bedeutung wie „comme ci, comme ça“ im Französischen.)
B: Māḏā taʿmilu al-ʾāna?
A:  Al-ʾāna ʾurīdu ʾan ʾatamašša qalīlan.
Arabisch (ägyptischer Dialekt)
A: Izzayyak?
B: Šukran, ana kuwayyis. Wa- izzayyak inta?
A: Ahō, māšī, al-ḥamdu li-llāh.
B: Inta ʿāmil ʾē dilwaʾti?
A: ʿĀyiz ʾatamašša šuwayya dilwaʾti.

Unterschiede:
- Frage „Wie geht es Ihnen?“ (MSA: kayfa ḥāluka?, Ägyptisch: izzayyak?)

- Ausdruck „gut“ (MSA: ǧayyid, Ägyptisch: kuwayyis)

- „es geht“ (im Ägyptisch-Arabischen bzw. in anderen Dialekten sagt man häufig „māšī“)

- Frage „Was machen Sie?“ (MSA: māḏā taʿmilu?, Ägyptisch: (inta) ʿāmil ʾē) → Austausch der Fragewörter (ʾē anstatt māḏā, Partizip anstatt Verb)

- Ausdruck „jetzt“ (MSA: al-ʾāna, Ägyptisch: dilwaʾti)

- Verb „wollen“ (MSA: ʾurīdu - 1.P.Sg. Imperf. von ʾarāda, Ägyptisch: ʿāyiz - Partizip m. von ʿāʾza → im Dialekt kommt das Partizip bei Fragen eher vor als ein konjugiertes Verb, s.o.)

- Ausdruck „etwas“ (MSA: qalīlan, Ägyptisch: šuwayya)

### Vokabular
Hiervon sind gerade auch die Strukturwörter betroffen:
- naʿam („ja“) → aywa (aus ay wallāhi, einer Schwurformel)
- naḥnu („wir“) → iḥna (Lautentwicklung)
- ʾaina („wo“)  → fēn (aus fī ʾaina)
- al-ʾān („jetzt“) → dil-waʾti (wörtlich „zu dieser Zeit“, mit Voranstellung des Demonstrativpronomomes, wie es in Ägypten heute nicht mehr üblich ist)
- matā („wann“) → ʾimtā (Lautentwicklung)

Im Laufe der Zeit hat das Ägyptisch-Arabische Lehnwörter aus dem Türkischen, später aus dem Französischen aufgenommen. Den größten Einfluss übt heute jedoch das Englische aus.
- ʾōḍa (türkisch oda), hocharab. ġurfa („Zimmer“)
- duġri (türkisch doğru), hocharab. eher ʿalā ṭūl, („geradeaus“)
- rōbdišambr (franz. robe de chambre)

Die Dialekte Mittel- und Oberägyptens unterscheiden sich zum Teil beträchtlich vom in Kairo gesprochenen Arabisch.

## Charakteristische ägyptische Wörter und Sätze
Eine Liste typischer Redeformeln und Wörter, die von Ägyptern und anderen Arabern als charakteristisch für den ägyptischen Dialekt angesehen werden:
- أيوه / aywa – „ja“ (informelle Bestätigung anstelle des hocharabischen naʿam)
- ازيك / izzayyak ,-ik, -uku, -u? usw. – „Wie geht’s dir ([m./f.], euch, ihm usw.)?“
- إيه ده؟ / ʾē da? – „Was soll das?“, „Warum das?“ (als Ausruf des Missfallens)
- خلاص / ḫalāṣ! – „Schluss jetzt!“, „Basta!“ (häufig auch als Füllwort und Adverb gebraucht)
- معليش / maʿlīš! – „Was soll’s!“, „Na und!“
- كفاية / kifāya! – „Es reicht!“, „Genug jetzt!“
- لسة / lissa oder برضو / barḍū – „noch“ (ersetzt das hocharabische mā zāla)
- كمان / kamān – „auch“ (ersetzt das hocharabische ayḍan)
- بقى / baʾa (Partikel der Verstärkung) – „endlich“ (bei Imperativen) bzw. „… nun denn …“ (in Fragen):
  - هاته بقى / hātu baʾa!  – „Gib's [jetzt] endlich her!“
  - عامل إيه بقى؟ / ʿāmil ʾē baʾa? „Was hat er nun denn getan?“, auch: „Was soll ich nun tun?“

## Grammatik

### Substantive
Im Ägyptischen tragen Substantive folgende Eigenschaften:

#### Definitheit
Ein Substantiv wird bestimmt, wenn es mit dem Präfix il- versehen wird. Vor Sonnenbuchstaben assimiliert sich das l.
- bēt – il-bēt „Haus- das Haus“
- šams – iš-šams „Sonne – die Sonne“
- kalb – il-kalb, auch ik-kalb „Hund – der Hund“

(Im Gegensatz zum Hocharabischen können im Ägyptischen auch k und g assimiliert werden.)

#### Genus
Substantive sind entweder maskulin oder feminin. Feminine Substantive tragen fast immer die Endung -a aus hocharabisch ة oder -ā(t).  Manche feminine Substantive tragen keine Endung, sie sind meist weibliche Personenbezeichnungen. Substantive mit der Endung -a aus hocharabisch اء oder ى sind teils maskulin.
- Feminin:
  - mit Endung -a: ḥāga „Sache“; mudarrisa „Lehrerin“; ḥamāt „Schwiegermutter“; ḥayā „Leben“
  - ohne Endung: ʾumm „Mutter“; bint „Mädchen, Tochter“; sitt „Frau“

- Maskulin:
  - mit Endung -a: dawa „Medikament“
  - ohne Endung: bāb „Tür“

#### Numerus
Es existieren drei Numeri: Singular, Dual und Plural:
Der Singular ist bei Sammel- und Gattungsbezeichnungen durch -a markiert. Die unmarkierte Form bezeichnet den Kollektiv.
Der Dual ist produktiv, aber meist nur optional. Bei paarigen Körperteilen gibt es einen Pseudodual mit pluralischer Bedeutung. Gebildet wird er mit der Endung -ēn. Die Endung -a ة wird dabei zu -itēn, -tēn.
Der Plural wird größtenteils gebrochen, d. h. durch Änderung der Vokalstruktur, gebildet. Die Bildungsweise ist sehr vielfältig Der regelmäßige Plural tritt meist nur zu Berufsbezeichnungen und Lehnworten. Er endet bei männlichen Personenbezeichnungen auf -īn, bei sonstigen Substantiven auf -āt (ersetzt Femininendung -a). Bei manchen Zeitangaben und bei der Zahl Tausend ilf einen speziellen Zählplural ti-, tu-, t- für die Zahlen 3–10.
|                      | Singular                   | Dual                           | Plural                   | Kollektiv      | Pseudodual                                               | Zählplural                      |
| auf -in              | mudarris „ein Lehrer“      | mudarrisēn „zwei Lehrer“       | mudarrisīn „Lehrer“      |                |                                                          |                                 |
| auf āt               | mudarrisa „eine Lehrerin“  | mudarristēn „zwei Lehrerinnen“ | mudarrisāt „Lehrerinnen“ |                |                                                          |                                 |
| m.                   | dulāb „ein Schrank“        | dulabēn „zwei Schränke“        | dulabāt „Schränke“       |                |                                                          |                                 |
| f.                   | ṭarabēza „ein Tisch“       | ṭarabiztēn „zwei Tische“       | ṭarabizāt „Tische“       |                |                                                          |                                 |
| bei Lehnwort:        | tilifizyōn „ein Fernseher“ | tilifizyunēn „zwei Fernseher“  | tilifizyunāt „Fernseher“ |                |                                                          |                                 |
| gebrochener Plural   | rāgil „ein Mann“           | raglēn „zwei Männer“           | rigāla „Männer“          |                |                                                          |                                 |
| bei Lehnwort:        | film „ein Film“            | filmēn „zwei Filme“            | ʾaflām „Filme“           |                |                                                          |                                 |
| Mischplural (selten) | ʾaṭr „ein Zug“             | ʾaṭrēn „zwei Züge“             | ʾuṭarāt „Züge“           |                |                                                          |                                 |
| Gattungsbezeichnung  | samaka „ein Fisch“         | samaktēn „zwei Fische“         | ʾasmāk „Fische“          | samak „Fisch“  |                                                          |                                 |
| Gattungsbezeichnung  | tuffāḥa „ein Apfel“        | tuffaḥtēn „zwei Äpfel“         | tuffaḥāt „Äpfel“         | tuffāḥ „Äpfel“ |                                                          |                                 |
| Bsp. für Pseudodual  | ʿēn „ein Auge“             | ʿanēn „(zwei) Augen“           | ʿayūn „Augen“            |                | u. a. ʿanēku „eure (wörtlich: zwei) Augen“ statt ʿayunku |                                 |
| Bsp. für Zählplural* | šahr „ein Monat“           | šahrēn „zwei Monate“           | šuhūr „Monate“           |                |                                                          | u. a. ḫamastušhur „fünf Monate“ |

* Den Zählplural gibt es bei den Worten šahr- -tušhur „Monat“, ʾilf – talāf „tausend“ und yōm – tiyām „Tag“ sowie fast unkenntlich bei den Zahlen 13–19 ʿašara – -ṭāšar „Zehn“. Bei šahr und ʿašara verschmelzen Zahl und Wort.

#### Status constructus
Das besessene Wort in einer Genitivverbindung tritt in den Status constructus. Es steht wie im Deutschen vor dem besitzenden Wort. Dieses unterscheidet sich nur im Singular der Feminina auf -a ة und -ā(t). Die Endung wird zu -it und -āt. Dasselbe gilt bei Personalsuffixen.
- Ohne Änderung:
  - bāb „Tür“ – bāb il-bēt „Haustür“
  - auf -a: dawwa „Medikament“ – dawwa gidditak „das Medikament deiner Großmutter“ (keine Änderung, da nicht aus ة)
- Mit Änderung:
  - auf -a ة: mudarrisa „Lehrerin“ – mudarrisit il-walad „die Lehrerin des Jungen“
  - auf -ā: ḥayā „Leben“ – ḥayāt in-nās „das Leben der Leute“
  - auf -a, auch wenn aus ا: dunya „Welt“ – dunyitak „deine Welt“

- Weitere Verschmelzung des Wortes mit der Endung:
  - ḥagāt „Sachen“ – ḥagt il-madrasa „Schulsachen“
  - ʾōḍa „Zimmer“ – ʾutt in-nōm „Schlafzimmer“

#### Personalsuffixe
Personalsuffixe an Substantiven haben possessive Bedeutung. Bis auf das Suffix der 1.Pers.S. sind sie mit den Personalsuffixen des Verbs identisch. Sie ändern ihre Gestalt (durch Bindevokal etc.) je nachdem, wie die letzte Silbe des suffigierten Worts lautet, auch die letzte Silbe des suffigierten Wortes kann sich dabei ändern. Das Bezugswort tritt in den Status constructus, beim Dual fällt das -n der Endung -ēn aus. Ein Kurzvokal wird bei Antritt des Suffixes gelängt.
Für jede mögliche letzte Silbe eines Wortes existieren verschiedene Reihen:
| Silbenstruktur:    | Kv → KV           | KvK                   | KVK        | KvKK        |                      |              |               | Dual                 |
|                    | dawa „Medikament“ | maktab „Schreibtisch“ | bēt „Haus“ | ʾalb „Herz“ | mudarrisa „Lehrerin“ | ḥayā „Leben“ | ʾōḍa „Zimmer“ | ʿanēn „(zwei) Augen“ |
| Status constructus | dawa              | maktab                | bēt        | ʾalb        | mudarrisit           | ḥayāt        | ʾutt          | ʿaynēn               |
| 1.P.S. mein        | dawāya            | maktabi               | bēti       | ʾalbi       | mudarristi           | ḥayāti       | ʾutti         | ʿaynayya             |
| 2.P.S.m. dein      | dawāk             | maktabak              | bētak      | ʾalbak      | mudarristak          | ḥayātak      | ʾuttak        | ʿaynēk               |
| 2.P.S.f. dein      | dawāki            | maktabik              | bētik      | ʾalbik      | mudarristik          | ḥayātik      | ʾuttik        | ʿaynēki              |
| 3.P.S.m. sein      | dawā              | maktabu               | bētu       | ʾalbu       | mudarristu           | ḥayātu       | ʾuttu         | ʿaynē                |
| 3.P.S.f. ihr       | dawāha            | maktabha              | bitha      | ʾalbaha     | mudarrisitha         | ḥayatha      | ʾuttaha       | ʿaynēha              |
| 1.P.P. unser       | dawāna            | maktabna              | bitna      | ʾalbina     | mudarrisitna         | ḥayatna      | ʾuttina       | ʿaynēna              |
| 2.P.P. euer        | dawāku            | maktabku              | bitku      | ʾalbuku     | mudarrisitku         | ḥayatku      | ʾuttuku       | ʿaynēku              |
| 3.P.P. ihr         | dawāhum           | maktabhum             | bithum     | ʾalbuhum    | mudarrisithum        | ḥayathum     | ʾuttuhum      | ʿaynēhum             |

### Adjektive
Adjektive unterscheiden sich in ihrer Form nicht von Substantiven. Attributive Adjektive stehen hinter dem Nomen, prädikative Adjektiv bilden mit einem Substantiv einen Nominalsatz (ohne Verb).
Attributive Adjektive kongruieren in Definitheit, Genus und Numerus mit dem Nomen, prädikative Adjektive nur in Genus und Numerus.

#### Definitheit
Adjektive werden auf dieselbe Weise wie Substantive bestimmt:
- ḥalw – il-ḥalw „hübsch“

#### Genus und Numerus
Adjektive treten in Kongruenz mit dem Substantiv, auf das sie sich beziehen. Sie können nur 3 Formen annehmen:
- maskulin Singular
- feminin Singular
- Plural

F.Sg. wird durch die Endung -a gebildet. Durch die Endung -īn oder durch gebrochene Bildungsweise wird der Plural markiert.
|                 | m.Sg.     | f.Sg.      | Pl.         |
| „hübsch“        | ḥalw      | ḥalwa      | ḥalwīn      |
| „gefüllt, voll“ | malyān    | malyāna    | malyanīn    |
| „verheiratet“   | mitgawwiz | mitgawwiza | mitgawwizīn |
| „groß“          | kibīr     | kibīra     | kubār       |
| „verrückt“      | magnūn    | magnūna    | maganīn     |
| „reich“         | ġani*     | ġanya      | ʾaġniyya    |
| „arm“           | faʾīr     | faʾīra     | fuʾara      |

* Das -i ist keine Endung, sondern Teil des Stamms.

#### Bezugsadjektive auf-i
Bezugsadjektive (Länderadjektive etc.) enden im m.Sg. auf -i, im f.Sg. auf -iyya und im Pl. auf -iyyīn. Manchmal mit gebrochenem Plural.
|                      | m.Sg.  | f.Sg.     | Pl.        |
| „ägyptisch, Ägypter“ | maṣri  | maṣriyya  | maṣriyyīn  |
| „nationalistisch“    | waṭani | waṭaniyya | waṭaniyyīn |
| „arabisch, Araber“   | ʿarabi | ʿarabiyya | ʿarab      |
| „türkisch, Türke“    | turki  | turkiyya  | ʾatrāk     |

#### Adjektive der Farben und Gebrechen
Diese besondere Gruppe von Adjektiven zeigt folgendes Bildungsmuster:
|         | m.Sg.  | f.Sg. | Pl.  |
|         | aKKaK  | KaKKa | KuKK |
| „weiß“  | ʾabyaḍ | bēḍa  | būḍ  |
| „rot“   | ʾaḥmar | ḥamra | ḥumr |
| „blind“ | ʾaʿma  | ʿamya | ʿumi |

#### Kongruenz
Das attributive Adjektiv kongruiert immer mit dem Substantiv in Definitheit. Das prädikative ist immer indefinit.
Steht das Substantiv im Singular kongruiert das Adjektiv mit ihm im Genus. Bei Kollektiv steht das Adjektiv im f.Sg. Bei den Bezugsadjektiven auf -i ist die Kongruenz optional und es kann auch m.Sg. bei femininen Substantiven stehen.
Steht das Substantiv im Dual oder Plural, so wird zwischen Substantiven, die sich auf Personen beziehen, und Sachsubstantiven unterschieden. Adjektiv stehen bei Personensubstantiven im Plural ebenfalls im Plural. Bei Sachsubstantiven stehen sie entweder im f.Sg. oder Plural. Bei den Bezugsadjektiven auf -i ist die Kongruenz optional und es kann auch Sg. bei Substantiven im Dual oder Plural stehen.
Manche Adjektive sind unveränderlich z. B. bunni „braun“.
| Personensubstantiv    | Definit       | Indefinit   | m.Sg.   | f.Sg.           | m.Du.                 | f.Du.                 | m.Pl.                 | f.Pl.                 |
| --------------------- | ------------- | ----------- | ------- | --------------- | --------------------- | --------------------- | --------------------- | --------------------- |
| Prädikatives Adjektiv | - Indefinit   | - Indefinit | - m.Sg. | - f.Sg.         | - Pl.                 | - Pl.                 | - Pl.                 | - Pl.                 |
| Attributives Adjektiv | - Definit     | - Indefinit | - m.Sg. | - f.Sg.         | - Pl.                 | - Pl.                 | - Pl.                 | - Pl.                 |
| Bezugsadjektiv auf -i | - In-/Definit | - Indefinit | - m.Sg. | - f.Sg. - m.Sg. | - Pl. - m.Sg. - f.Sg. | - Pl. - m.Sg. - f.Sg. | - Pl. - m.Sg. - f.Sg. | - Pl. - m.Sg. - f.Sg. |

| Sachsubstantiv        | Definit       | Indefinit   | m.Sg.   | f.Sg.           | m.Du.                 | f.Du.                 | m.Pl.                 | f.Pl.                 | Kollektiv       |
| Prädikatives Adjektiv | - Indefinit   | - Indefinit | - m.Sg. | - f.Sg.         | - f.Sg. - Pl.         | - f.Sg. - Pl.         | - f.Sg. - Pl.         | - f.Sg. - Pl.         | - f.Sg.         |
| Attributives Adjektiv | - Definit     | - Indefinit | - m.Sg. | - f.Sg.         | - f.Sg. - Pl.         | - f.Sg. - Pl.         | - f.Sg. - Pl.         | - f.Sg. - Pl.         | - f.Sg.         |
| Bezugsadjektiv auf -i | - In-/Definit | - Indefinit | - m.Sg. | - f.Sg. - m.Sg. | - Pl. - m.Sg. - f.Sg. | - Pl. - m.Sg. - f.Sg. | - Pl. - m.Sg. - f.Sg. | - Pl. - m.Sg. - f.Sg. | - f.Sg. - m.Sg. |

### Verben
Wie das Hocharabische verfügt auch das Ägyptisch-Arabische über die zwei Aspekte Perfekt und Imperfekt.

#### Perfekt
Das Perfekt bezeichnet eine abgeschlossene Handlung und wird durch Anhängen von Suffixen an die Wurzel eines Verbs gebildet. Die Suffixe unterscheiden sich teilweise aber von den Suffixen der hocharabischen Verben:
Beispielverb: katab - schreiben
(huwa) katab -  er schrieb
(hiya) katab -IT - sie schrieb
(inta) katab -T - du (m.) schriebst
(inti) katab -TI - du(f.) schriebst
(ana)  katab  -T - ich schrieb

(huma) katab -U - sie (m./f.) schrieben
(intu) katab -TU - ihr (m./f.) schriebt
(ihna) katab -NA - wir schrieben

Die wesentlichen Unterschiede zwischen MSA und Ägyptisch-Arabischem bestehen dabei in der Kürzung der Endungen (man sagt also nicht „huwa katabA“, sondern „huwa katab“; nicht „anta katabtA“, sondern „inta katabt“ und nicht „antum katabtUM“, sondern „intu katabtU“).
Die Verneinung des Perfekt geschieht (wie bereits oben beschrieben wurde) durch die Partikel mā...-š. Das „š“ leitet sich möglicherweise von dem Wort „šayʾ“ (etwas) ab.  Weiterhin ist zu beachten, dass die Endungen länger ausgesprochen werden, wenn sie auf einen Vokal enden und ein Hilfsvokal („i“) hinzugefügt wird, wenn das Verb auf zwei Konsonanten endet:
Beispiele: (huma) ma - katabūš - sie schrieben nicht
(ana) ma - katabtiš - ich schrieb nicht

#### Imperfekt
Die Kennzeichen des Imperfektes sind Präfixe und verkürzte Endungen. Im Vergleich zum Hocharabischen beginnt das Imperfekt der Verben in der Regel mit den Präfixen yi-, ti-, a- und ni-:
Beispielverb: katab - schreiben
(huwa) YI -ktib - er (soll) schreiben
(hiya) TI -ktib - sie (soll) schreiben
(inta) TI -ktib - du(m.) (sollst) schreiben
(inti) TI -ktib -I - du(f.) (sollst) schreiben
(ana) A -ktib - ich (soll) schreiben

(huma) YI -ktib -U - sie (m./f.) (sollen) schreiben
(intu) TI -ktib -U - ihr (m./f.) (sollt) schreiben
(ihna) NI -ktib - wir (sollen) schreiben
Weniger häufig kommen dagegen die Präfixe ya- oder yu- vor. Dies ist z. B. bei Entlehnungen aus dem Hocharabischen (z. B. dem IV. Stamm, der im Dialekt seltener vorkommt) der Fall.

Ein weiterer Unterschied zum Hocharabischen ist die fehlende Einteilung in die Modi Indikativ, Konjunktiv und Apokopat. Stattdessen wird das Imperfekt (s.o.) in drei unterschiedliche Gruppen eingeteilt:
1. modales Imperfekt - enthält kein zusätzliches Präfix und drückt Zusammensetzungen aus (er (soll/ kann/ muss) schreiben).
2. bi - Imperfekt - wird mit dem Präfix bi - gebildet und drückt das Präsens aus.
3. ha - Imperfekt - wird mit dem Präfix ha - gebildet und drückt das Futur aus.

Beispielverb: katab - schreiben
(huwa) HA - YI -ktib - er wird schreiben
(hiya) HA - TI -ktib - sie wird schreiben
(inta) HA - TI -ktib - du(m.) wirst schreiben
(inti)HA - TI -ktib -I - du(f.) wirst schreiben
(ana) HA -ktib - ich werde schreiben

(huma) HA -YI -ktib -U - sie (m./f.) werden schreiben
(intu) HA -TI -ktib -U - ihr (m./f.) werdet schreiben
(ihna) HA -NI -ktib - wir werden schreiben
Sowohl bei dem bi- als auch dem ha-Imperfekt ist zu beachten, dass die Präfixe bi- und ha- mit der 1. Person Sg. verschmelzen. Man sagt also nicht "ana biaktib", sondern "ana baktib" (ich schreibe) und nicht "ana "haaktib", sondern "ana haktib" (ich werde schreiben).
Bei schwachen Verben (z. B. kān/ yikūn -sein oder ʾāl/ yiʾūl - sagen) kann es zusätzlich vorkommen, dass die Präfixe "yi, ti und "ni" verkürzt werden. Dabei fällt das "i" des Präfixes weg.
Beispiele:
- (huwa) ha - yikūn → (huwa) haykun
- (huwa) ha - yiʾūl → (huwa) hayʾul